# Шарль Бертло
Шарль Бертло (фр. Charles Berthelot, 19 лютого 1901, Ренн — 13 вересня 1940, Фужер) — французький футболіст, що грав на позиції воротаря.

## Футбольна кар'єра
В 1920 році дебютував у складі клубу «Ренн». У своєму першому сезоні зіграв лише одну зустріч регіонального чемпіонату, в якому брав участь бретонський клуб. Це відбулося 12 грудня 1920 року у грі проти «Стад Лавалуа». З наступного року уже регулярно почав потрапляти у склад. Фіналіст Кубка Франції 1921/22, у якому «Ренн» поступився з рахунком 0:2 «Ред Стару».
В 1923 році дебютував у складі збірної Франції в товариському матчі проти Нідерландів, що завершився розгромною поразкою галів з рахунком 1:8. Бертло припустився ряду грубих помилок, через які його команда пропустила перших три голи. Це стало головною причиною того, що його більше не викликали у збірну. В складі збірної регіону Бретань він продовжив регулярно виступати. Грав за цю збірну в 1922-1928 роках.
З 1924 року грав у клубі «Драпо де Фужер».

## Досягнення
- Фіналіст Кубка Франції: (1)

«Ренн»: 1921-22

## Статистика виступів

### Статистика виступів за збірну
| Дата       | Місто     | Господарі  | Результат | Гості   | Турнір           | Голи | Примітки |
| ---------- | --------- | ---------- | --------- | ------- | ---------------- | ---- | -------- |
| 02/04/1923 | Амстердам | Нідерланди | 8 – 1     | Франція | товариський матч | -8   |          |
| Усього     |           | Матчів     | 1         |         | Голів            | -8   |          |